# Wa’era

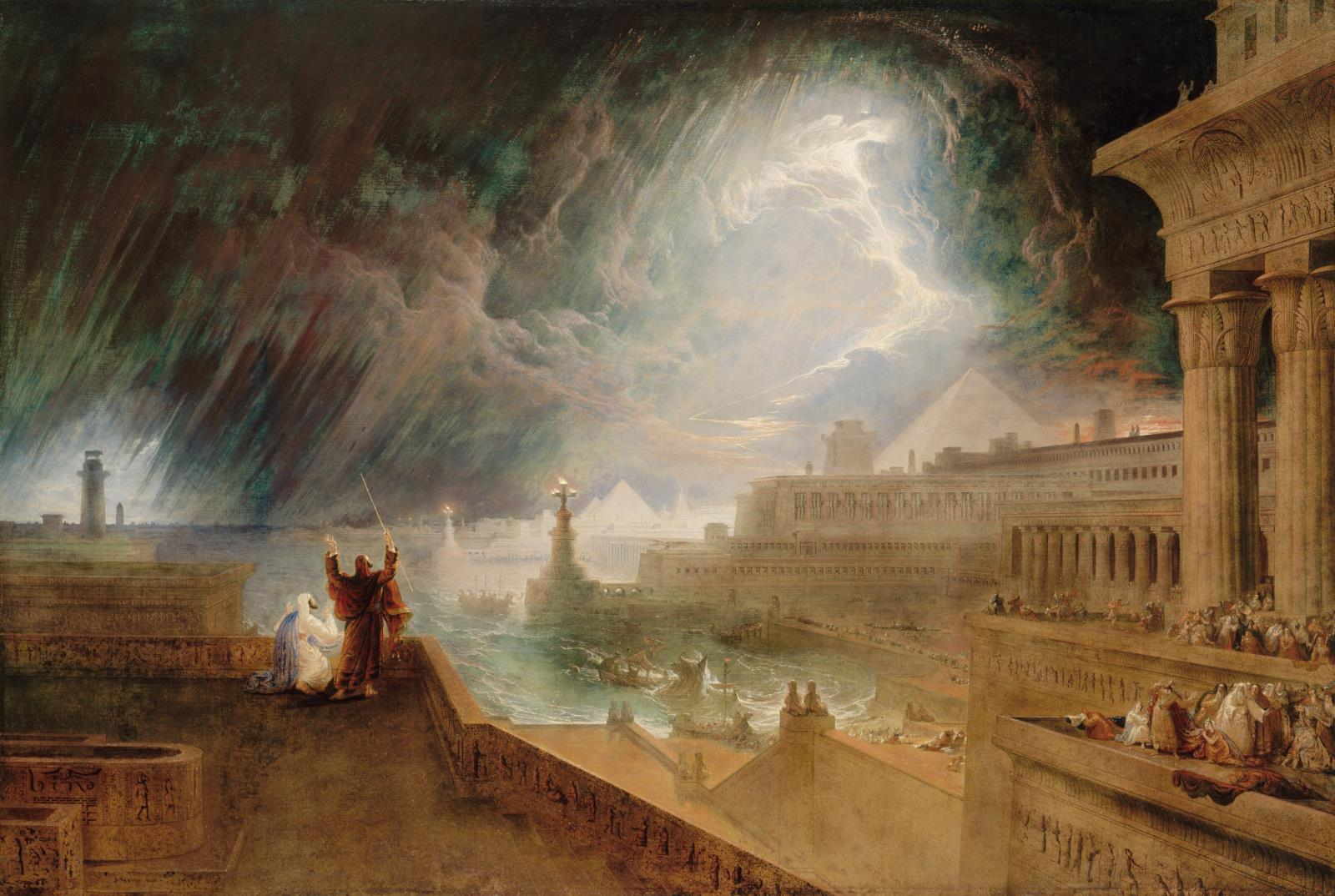
Die siebte Plage (John Martin, 1823)

Wa’era (Biblisches Hebräisch וָאֵרָא ‚Und ich erschien‘ – ergänze: dem Abraham) bezeichnet einen Leseabschnitt (Parascha oder Sidra genannt) der Tora und umfasst den Text Exodus/Schemot 6,2–9,35 (6,2-30 , 7 , 8 , 9  – ELB-Links: 6,2-30 , 7 , 8 , 9 ).
Es handelt sich um die Sidra des 4. Schabbats im Monat Tewet oder des 1. Schabbats im Monat Schewat.

## Wesentlicher Inhalt
- Gott wiederholt seine Ankündigung der Befreiung Israels.
- Das Volk glaubt immer noch nicht daran.
- Beschreibung der Verwandtschaftsbeziehungen Moses und Aarons.
- Vor dem Pharao wird der göttliche Befehl, Israel ziehen zu lassen, wiederholt, wobei sich Moses Stab in eine Schlange verwandelt.
- Weil die ägyptischen Zauberer das gleiche Wunder vollbringen können, bleibt der Pharao bei seiner Weigerung.
- Es folgen dann die Zehn Plagen (hebräische Sammelabkürzung DeZaCh AdaSch BeAChaB):
  1. Das Nilwasser verwandelt sich in Blut (דָֽם Dam) (7,17 ELB)
  2. Frösche (צְפַרְדְּעִֽים Zefarde'im) (7,27 ELB)
  3. Stechmücken (כִנִּ֖ם Chinim) (8,12 ELB)
  4. Stechfliegen oder Bremsen (עָרֹ֔ב Arow) (8,17 ELB)
  5. Viehpest (דֶּ֖בֶר Dewer)  (9,3 ELB)
  6. Beulen (שְׁחִ֥ין Schechin) (9,9 ELB)
  7. Hagel in Verbindung mit Donner und Blitz (בָּרָ֖ד Barad)  (9,18 ELB)

Die übrigen drei Plagen sind Bestandteil der nächsten Lesung (Bo).

## Haftara
Die zugehörige Haftara ist Ezechiel 28,25–29,21 (28,25-26 , 29,1-21 ).